# Trygóna (ort i Grekland, Nomós Kardhítsas)
Trygóna är en ort i Grekland.   Den ligger i prefekturen Nomós Kardhítsas och regionen Thessalien, i den centrala delen av landet, 240 km nordväst om huvudstaden Aten. Trygóna ligger 271 meter över havet och antalet invånare är 102.
Terrängen runt Trygóna är kuperad åt nordost, men åt sydväst är den bergig. Runt Trygóna är det ganska glesbefolkat, med 43 invånare per kvadratkilometer. Närmaste större samhälle är Mouzáki, 3,8 km nordost om Trygóna. I omgivningarna runt Trygóna växer i huvudsak blandskog.